# Макэвой, Эмброуз
Эмброуз (Амброуз) Макэвой (англ. Ambrose McEvoy; 1878—1927) — английский художник.

## Биография

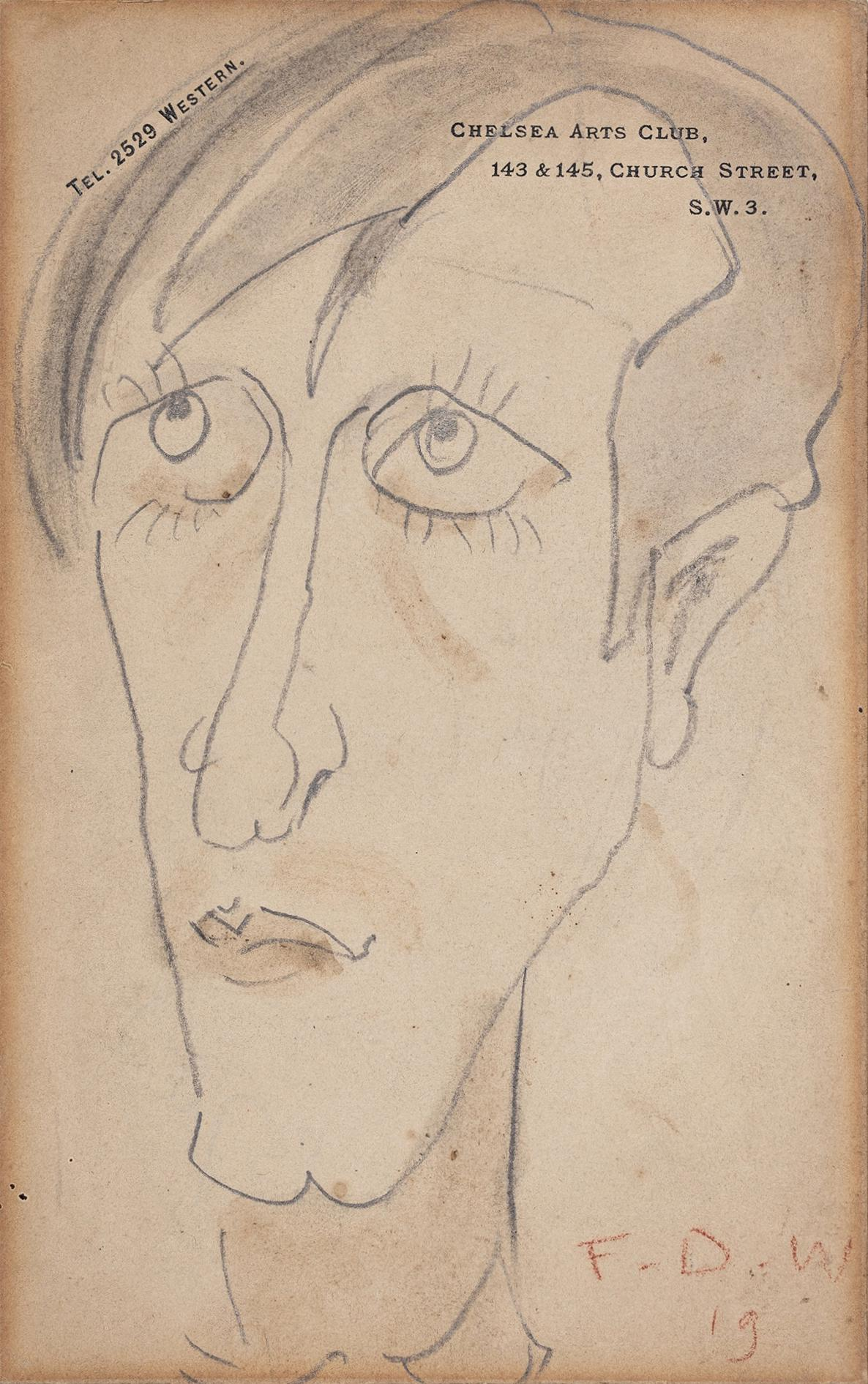
Ambrose McEvoy; a caricature portrait (1919), Francis Derwent Wood

Родился 12 августа 1878 года в деревне Крудвелл, графство Уилтшир, в семье шотландского инженера. Его талант к рисованию родители заметили рано и в пятнадцать лет Макэвой поступил в лондонскую художественную школу Slade School of Fine Art. Здесь был членом группы художников, куда входили Джон Огастес и Уильям Орпен. Позже, в Дьепе, он работал с Уолтером Сикертом. C уэльской художницей Гвен Джон у него был несчастливый роман.
С 1900 года Макэвой выставлялся в New English Art Club и в 1902 году стал его членом. В 1907 году провёл персональную выставку в Carfax Gallery. В 1911 году он был членом-основателем Национального портретного общества (англ. National Portrait Society), а в 1913 году стал членом Международного общества (англ.  International Society). После 1915 года Макэвой зарекомендовал себя в как художник-портретист модных светских красавиц, часто рисовал акварелью в беглом стиле.
Во время Первой мировой войны он был причислен к Королевской военно-морской дивизии (англ. Royal Naval Division), где в 1916—1918 годах написал ряд выдающихся портретов моряков и солдат, находящихся в настоящее время в Imperial War Museum и National Maritime Museum.
После войны Эмброуз МакЭвой посетил Нью-Йорк и экспонировался в Duveen Galleries (в 1920 году). В 1924 году он стал ассоциированным членом Королевской академии художеств и Королевского общества портретистов (англ. Royal Society of Portrait Painters) а также Королевского общества акварелистов (англ. Royal Watercolour Society) в 1926 году. Выставлялся в галереях — Grosvenor Gallery, Grafton Galleries и Leicester Galleries.
Умер 4 января 1927 года в Пимлико (Лондон). В 1927 и 1933 годах его произведения были представлены на мемориальных выставках. С 1902 года Макэвой был женат на художнице Мэри Эдвардс (англ. Mary Edwards, 1870—1941).

## Галерея

Некоторые работы
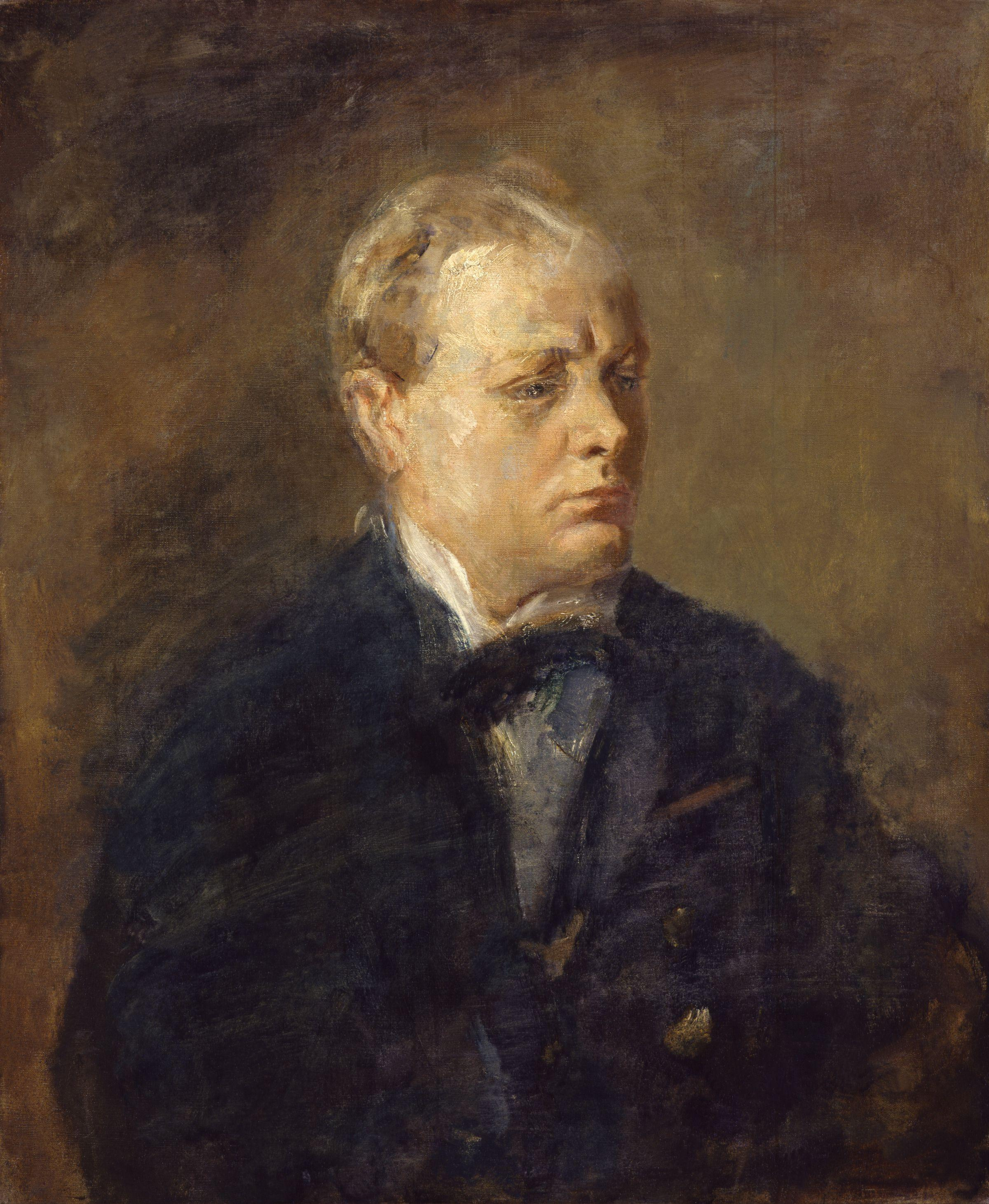
Уинстон Черчилль
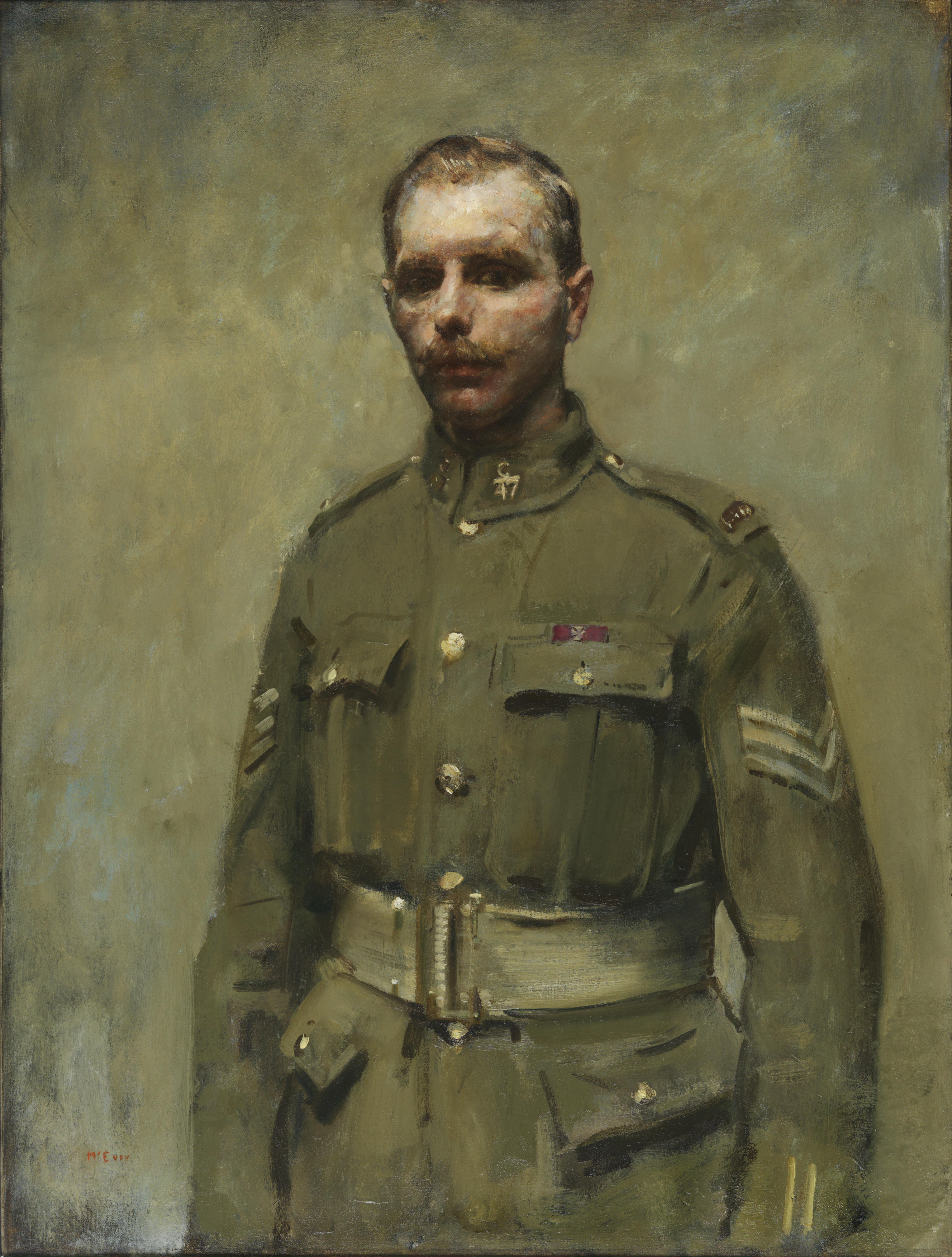
Филипп Коновал
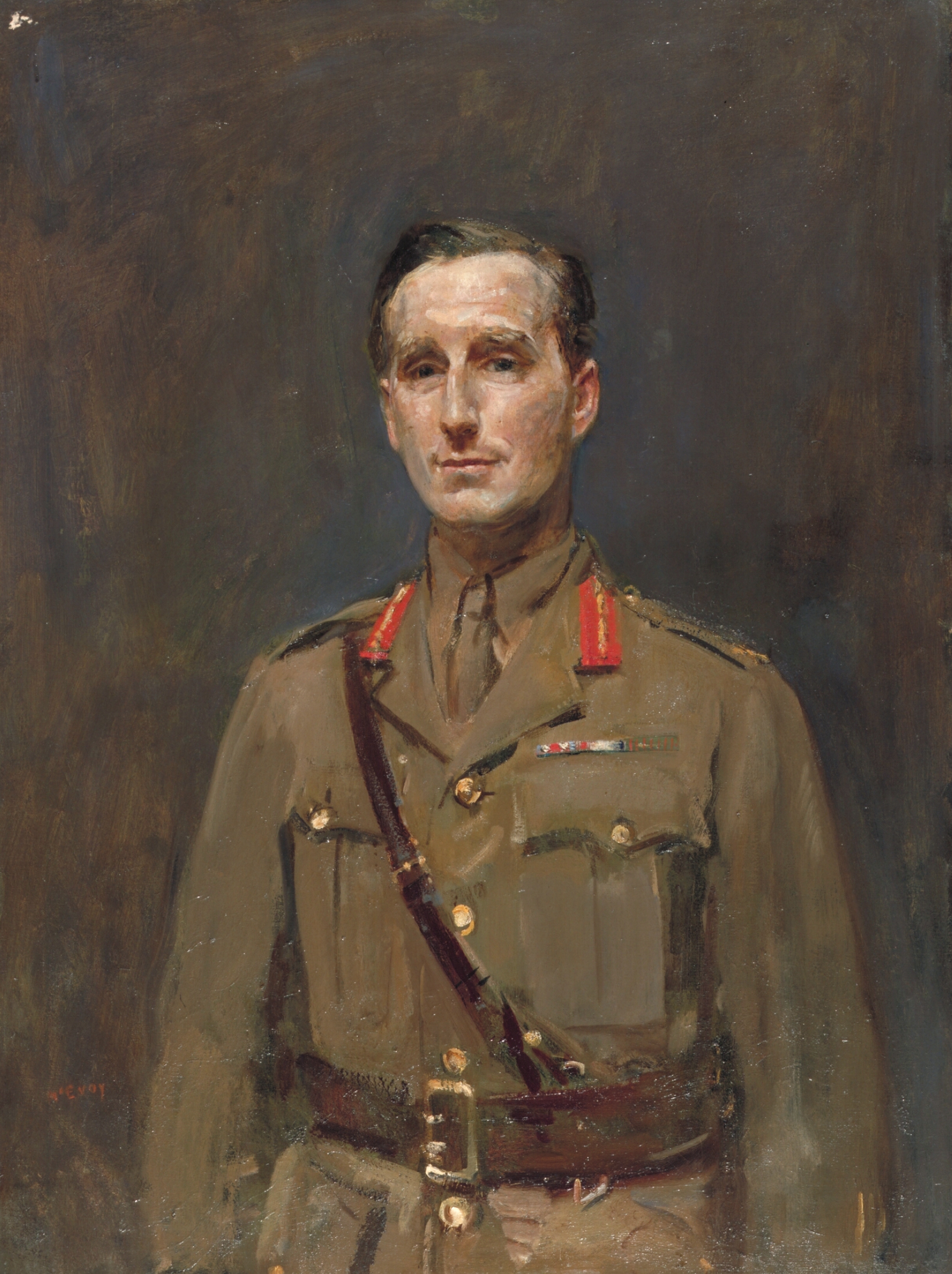
Бригадный генерал Артур Асквит
Генерал Кэмерон Шют